# Lude (langue)
Le lude (en finnois : lyydin kieli) est une langue appartenant à la branche fennique de la famille des langues ouraliennes. C'est un des trois principaux dialectes du carélien et est parlé par les Caréliens dits lüüdiköt, à proximité du lac Onega dans la république de Carélie.
Le lude se présente en quatre variantes : lude du nord, lude central, lude du Sud et lude de Mihajlovskoe.